# Església de la Trasfigurazione di Nostro Signore Gesù Cristo
L'església de la Transfiguració de Nostre Senyor Jesucrist és un lloc de culte catòlic de Roma, seu de la parròquia del mateix nom, al barri Gianicolense, a la Piazza della Trasfigurazione.

## Història
Va ser construïda, dissenyat per Tullio Rossi, entre 1934 i 1936 , en una zona de Roma que aleshores experimentava una creixent transformació i urbanització. Va ser erigida com a parròquia el 18 de juny de 1936 per decret del cardenal vicari Francesco Marchetti Selvaggiani "Romanus pontifex", heretant el títol i els ingressos de la suprimida parròquia de San Rocco al Porto di Ripetta. Durant l'ocupació nazi de Roma, la parròquia governada per Mons. Giovanni Butinelli va participar en la recepció dels jueus desitjats per Pius XII: arran de la redacció del 16 d'octubre de 1943, la parròquia va salvar més de cent jueus de l'extermini.
Als anys 70 i 80 va tenir un paper important en les turbulències posteriors al Concili Vaticà II, amb la creació del grup i la revista La Tenda, i en l' acollida dels exiliats de la dictadura militar a l' Argentina.
Des de l'any 2001, la parròquia és la seu del títol cardenalici de la  Trasfigurazione di Nostro Signore Gesù Cristo, que actualment ostenta el cardenal Pablo Virgilio Siongco David.

## Art

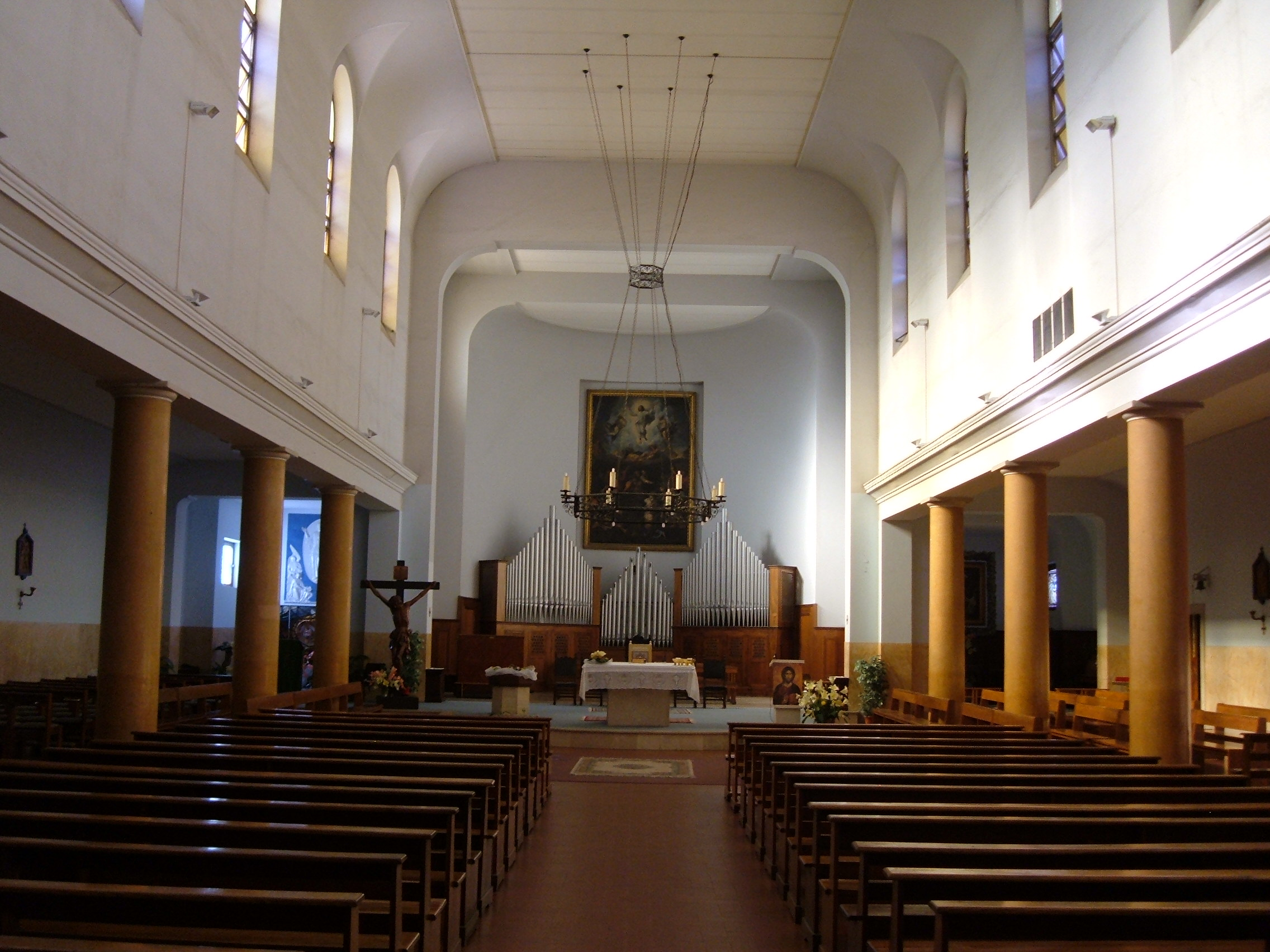
L'interior

De notable valor artístic és el portal de bronze inaugurat amb motiu del Jubileu de l'any 2000, obra de Pierangelo Pagani, de 2,50 metres d'amplada i 5 m d'alçada, que representa una gran creu que amb els seus braços divideix el portal en quatre portes . A l'interior, a l'absis, hi ha una còpia de La Transfiguració de Raffaello Sanzio.

## El títol cardenalici
Trasfigurazione di Nostro Signore Gesù Cristo (en llatí: Titulus Transfigurationis Domini Nostri Iesu Christi) és un títol cardenalici establert pel Papa Joan Pau II l'any 2001 .
El títol recau en l' església de la Transfiguració de Nostre Senyor Jesucrist , al terme Gianicolense , seu parroquial establerta el 18 de juny de 1936 .
Des del 7 de desembre de 2024, el titular és el cardenal Pablo Virgilio Siongco David , bisbe de Kalookan .

### Cardenals titulars
- Pedro Rubiano Sáenz (21 de febrer de 2001 - 15 d'abril de 2024 mort)
- Pablo Virgilio Siongco David, des del 7 de desembre de 2024

## Enllaços exterms
- El títol cardenalici a Catholic Hierarchy (anglès)
- El títol cardenalici a Gcatholic (anglès)